# Alona hercegovinae
Alona hercegovinae é uma espécie de crustáceo da família Chydoridae.
É endémica de Bósnia e Herzegovina.
Os seus habitats naturais são: sistemas cársticos interiores.